# 牧羊犬卫星

都在土星F環附近的普羅米修士（右）和潘朵拉（左），但只有普羅米修士被認為是牧羊犬衛星。

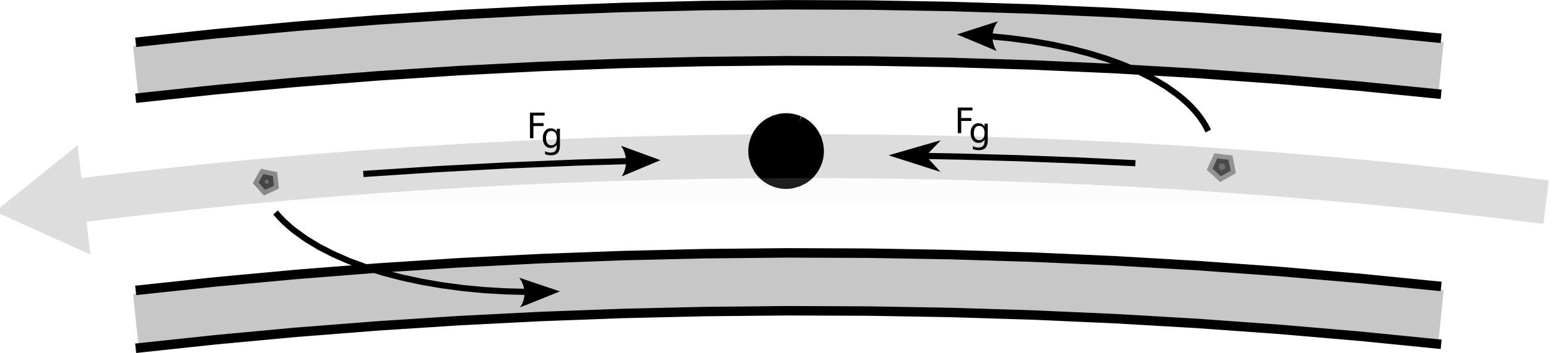
牧羊犬衛星的運作——粒子位於衛星軌道的前方或後方，因此它們不是朝衛星方向加速並拋向外部，就是在路徑上减速並向內移動。

牧羊犬衛星（也叫牧者衛星或守望者衛星）是一顆小的天然衛星，它可以清除行星環空隙中的物體，或將環中的粒子保持在環內。這個名字是因為它們像牧羊犬一樣，限制了環中的粒子組成為一個群體。
由於它們的引力效應，它們拾取粒子並通過軌道共振使它們偏離原始軌道。這導致環系統中的間隙，如特別引人注目的卡西尼縫，以及其它特徵帶，或環的奇怪"扭曲"變形。

## 發現
在1979年初，提出存在牧羊犬衛星的理論。對天王星環的觀測表明，它們非常薄，而且輪廓清晰，環之間有細窄的間隙。為了解釋這種現象，彼得·戈德賴希和斯科特·特里梅因建議，當時未被發現的兩顆小衛星可能限制了這些環。在當年晚些時候，航海家1號拍攝了牧羊犬衛星的第一張照片

## 例子

### 木星
木星最內側的幾顆小衛星，即梅蒂斯和阿德里亞，位於木星的環系統內，也在木星的洛希極限內。這些環可能是由木星的潮汐力從這兩個天體上拉下來的物質組成的，也可能是由於其面受到撞擊而促成環物質的形成。

### 土星
複雜的土星環系統有幾顆這樣的衛星，包括普羅米修士（F環）、達芙妮（Keeler Gap）、 潘（恩克環）、 Janus和伊庇墨透斯（兩者都是A環）。

### 天王星
天王星的ε環也有牧羊犬衛星：科迪莉亞和 歐菲莉亞。它們分別在環的內側和外側。這兩顆衛星都在天王星的同步軌道半徑內，因此它們的軌道由於潮汐减速而緩慢衰减。

### 海王星
海王星的環非常不尋常，因為在最初基於地球的觀測中，它們似乎是由不完整的弧組成，但航海家2號的影像顯示它們是帶有明亮團塊的完整環。人們認為牧羊犬衛星加拉蒂亞和可能尚未發現的其它牧羊犬衛星的引力影響是造成這種團塊的原因。

### 小行星
一些半人馬小行星周圍的環已被確認。女凱龍星的環非常明確，被懷疑是非常年輕的，或者是被一個質量與環相似的牧羊犬衛星保持在原位。凱龍也被認為有類似於女凱龍星的環。

## 進階讀物
- Arnold Hanslmeier: Einführung in Astronomie und Astrophysik. Spektrum, Berlin/Heidelberg 2007, ISBN 978-3-8274-1846-3.